# Arrest Europese Commissie vs Hongarije (transparantiewet)
Het arrest Europese Commissie / Hongarije (transparantie van verenigingen) is een uitspraak van het Europees Hof van Justitie van 18 juni 2020 (zaak C-78/18) inzake de transparantie van verenigingen die buitenlandse steun ontvangen.

## Casus en procesgang
Hongarije heeft in 2017 een wet aangenomen (hierna: "transparantiewet”), houdende (transparantie)regels met betrekking tot organisaties die buitenlandse steun ontvangen. Deze organisaties moesten zich voortaan bij de nationale autoriteiten registreren als 'organisatie die buitenlandse steun ontvangt', wanneer zij jaarlijks meer dan (omgerekend) € 22.100 uit het buitenland ontvingen. Daarvan dienden zij de financiële gegevens te overleggen.
Overtreding werd bestraft met boetes of ontbinding van de organisatie.
Het ministerie dat is belast met het beheer van het burgerinformatieportaal maakte de gegevens bekend op het daartoe ingestelde elektronische platform, dat gratis voor iedereen toegankelijk is. De betrokken organisaties moesten deze gegevens ook zelf publiceren.
Volgens de Europese Commissie was de transparantiewet strijdig met de Europese regelgeving. De Commissie bracht een advies uit, waarop Hongarije niet adequaat reageerde.
Daarop diende de Commissie — ondersteund door het Koninkrijk Zweden — een klacht in bij het Hof van Justitie. Zij verzocht het Hof, vast te stellen dat Hongarije met de transparantiewet discriminerende, ongerechtvaardigde en onnodige beperkingen had ingevoerd voor buitenlandse schenkingen aan Hongaarse maatschappelijke organisaties, en daarmee had gehandeld in strijd met artikel 63 VWEU en de artikelen 7, 8 en 12 van het Handvest van de grondrechten van de Europese Unie.

## Uitspraak Hof
Het Hof achtte de klacht op alle punten gegrond: Het doel om de transparantie van de financiering van verenigingen te vergroten kan, hoe legitiem dit ook is, geen rechtvaardiging vormen voor een wettelijke regeling van een lidstaat die is gebaseerd op een principieel en algemeen vermoeden dat alle door een in een andere lidstaat of derde land gevestigde natuurlijke of rechtspersoon verleende financiële steun en iedere maatschappelijke organisatie die dergelijke steun ontvangt als zodanig de politieke en economische belangen van de eerstgenoemde lidstaat en de onafhankelijke werking van zijn wettelijke instellingen in gevaar kunnen brengen.
Verder overwoog het Hof dat de financiële drempels voor de toepassing van de bij de transparantiewet opgelegde verplichtingen uit bedragen [bestaan] die duidelijk niet passen bij de hypothese van een voldoende ernstige bedreiging die een fundamenteel belang van de samenleving aantast, welke bedreiging deze verplichtingen beogen te voorkomen.
Het Hof merkte op dat de kennisgevings- en bekendmakingsverplichtingen
- beperkingen inhouden van het recht op vrijheid van vereniging, onder meer omdat zij … het handelen en het functioneren van verenigingen en stichtingen die daaraan zijn onderworpen aanzienlijk moeilijker maken,[12] en
- een beperking vormen van de mogelijkheid … om uit andere lidstaten of derde landen financiële steun te ontvangen, gelet op de afschrikkende werking van die verplichtingen en de sancties die zijn verbonden aan de niet-naleving ervan.[13]

Van belang was verder dat de kennisgevings- en bekendmakingsverplichtingen een algemene sfeer van verdenking rond de betrokken verenigingen en stichtingen creëren en hen stigmatiseren.
Het dictum van het Hof (Grote kamer) luidde:

Door de vaststelling van de bepalingen van de [transparantiewet], die registratie-, kennisgevings- en bekendmakingsverplichtingen opleggen aan bepaalde categorieën maatschappelijke organisaties — te weten organisaties die direct of indirect buitenlandse steun ontvangen die een bepaalde drempel overschrijdt — en die voorzien in de mogelijkheid tot het opleggen van sancties aan organisaties die niet aan die verplichtingen voldoen, heeft Hongarije, in strijd met de krachtens artikel 63 VWEU en de artikelen 7, 8 en 12 van het Handvest van de grondrechten van de Europese Unie op deze lidstaat rustende verplichtingen, discriminerende en ongerechtvaardigde beperkingen ingevoerd voor buitenlandse schenkingen aan maatschappelijke organisaties.
— § 145

## Betekenis
Naar aanleiding van dit arrest trok Hongarije de transparantiewet in april 2021 in.
In een vergelijkbare zaak werd het arrest prominent aangehaald door het Europees Hof voor de Rechten van de Mens (EHRM). Op 14 juni 2022, in de zaak Ecodefence e.a. tegen Rusland (EHRC-2022-0167), ECLI:CE:ECHR:2022:0614JUD000998813, oordeelde het EHRM dat Rusland artikel 11 EVRM had geschonden.
Gewezen moet verder worden op de politieke crisis in het Kaukasische Georgië, waar de regeringspartij op 9 maart 2023 een omstreden wetsontwerp heeft ingetrokken, na talrijke protesten tegen het voorstel. De wet zou het mogelijk maken dat organisaties worden aangemerkt als 'buitenlandse agenten' wanneer zij meer dan 20 procent van hun financiering uit het buitenland ontvangen.
Er zijn ook tegenstromingen.
In haar toespraak over de Staat van de Unie op 14 september 2022 waarschuwde de voorzitter van de Europese Commissie tegen aanvallen op onze democratieën van binnenuit middels Trojaanse paarden. Zij kondigde de presentatie aan van een pakket “Verdediging van de democratie”. "Dat zal heimelijke buitenlandse invloed en schimmige financiering aan het licht brengen." Volgens bronnen werkt de Europese Unie aan regelgeving die niet-gouvernementele groeperingen, adviesbureaus en academische instellingen zal dwingen om alle niet-EU-financiering openbaar te maken, als onderdeel van de bestrijding van buitenlandse invloeden van binnenuit.